# Übersetzerpreis Ginkgo-Biloba für Lyrik
Der Übersetzerpreis Ginkgo-Biloba für Lyrik ist ein deutscher Literaturpreis, der von dem Freundeskreis Literaturhaus Heidelberg e.V. seit 2018 für herausragende Leistungen im Bereich der Übersetzung fremdsprachiger Lyrik ins Deutsche verliehen wird. Der Preis ist mit 5000 Euro dotiert und wird von einer siebenköpfigen Jury vergeben.
Der Name des Preises bezieht sich auf das Gedicht Ginkgo biloba von Johann Wolfgang von Goethe aus dem Jahr 1815, das 1819 in der Sammlung West-östlicher Divan erschien. Das Blatt, auf welches das Gedicht Bezug nimmt, soll von einem Ginkgo-Baum auf der Stückterrasse (Artillerieanlage) des Heidelberger Schlosses stammen.
 Siehe auch: Heidelberger Schloss#Goethegedenktafel
Preisträger:
- 2025 Renate Schmidgall[1]
- 2024 Ron Winkler[2]
- 2023 Ralph Dutli[3]
- 2022 Klaus-Jürgen Liedtke[4]
- 2021 Heike Flemming[5]
- 2020 Richard Pietraß[6]
- 2019 Theresia Prammer[7]
- 2018 Andrea Schellinger[8]